# Jezydyzm

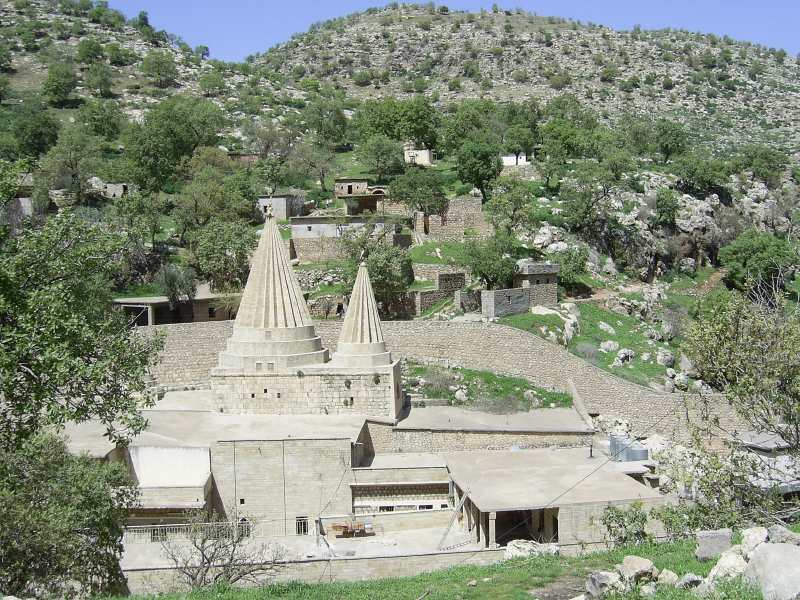
Grobowiec szajcha Adiego ibn Musafira w Lalisz

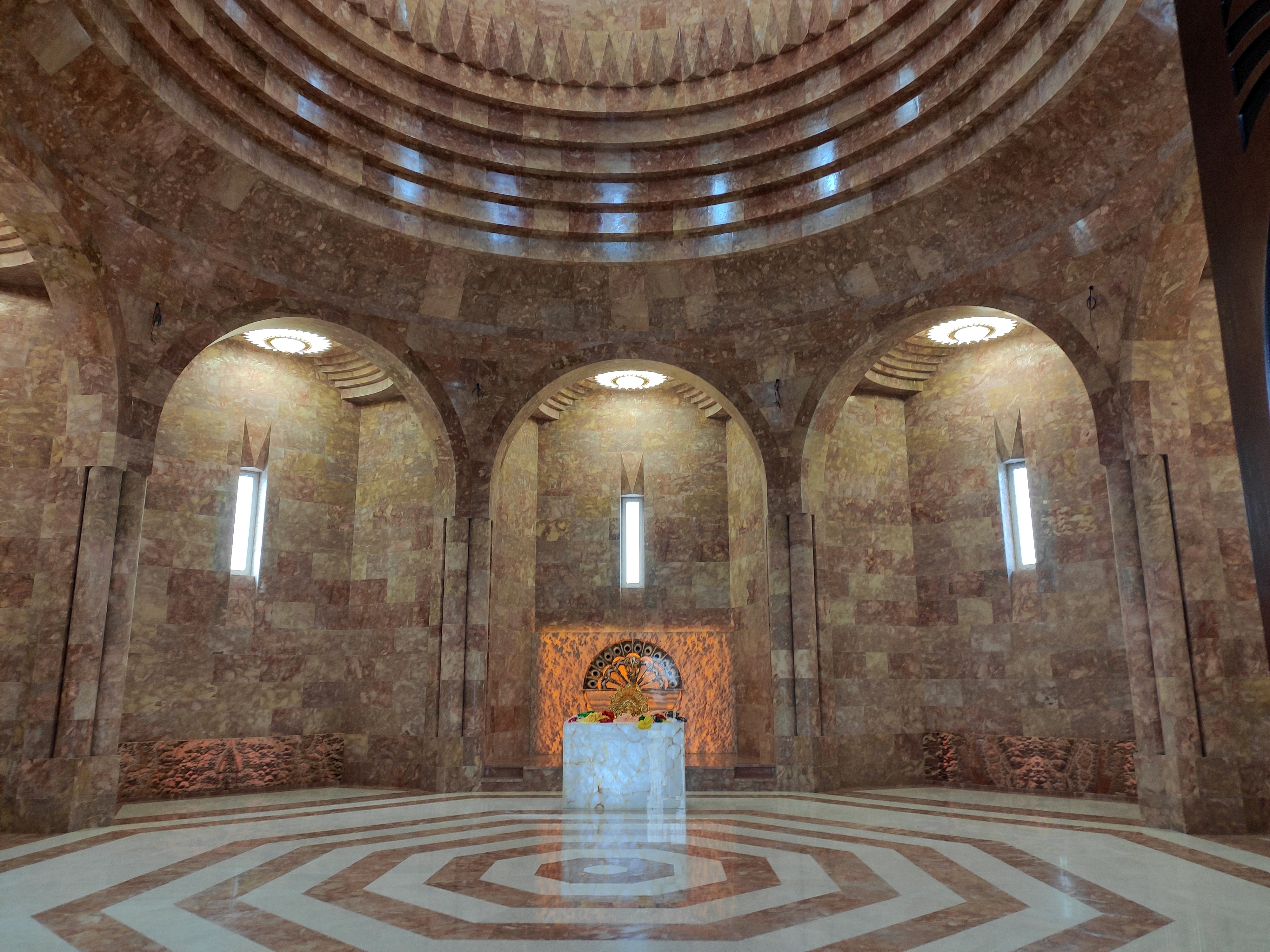
Wnętrze Quba Mere Diwane – największej świątyni jezydzkiej na świecie

Jezydyzm, jazydyzm – monoteistyczna religia utworzona w XII wieku przez szajcha Adiego ibn Musafira, wyznawana głównie przez Kurdów mieszkających na pograniczu Iraku (największym ich skupiskiem są okolice Mosulu), Iranu, Turcji, Syrii, Armenii, Gruzji oraz na emigracji (głównie w Niemczech). Według części religioznawców powstała ona z nałożenia się powierzchownego szyizmu na zaratusztrianizm. Jezydyzm łączy elementy islamu, nestorianizmu, pierwotnych wierzeń indoirańskich, kurdyjskich oraz judaistycznych.

## Założenia jezydyzmu
Twórcą jezydyzmu był szajch Adi ibn Musafir z dynastii Umajjadów. Nazwa „jezydyzm” pochodzi prawdopodobnie od perskiego słowa ized, które oznacza anioła lub bóstwo. Nazwa „jezyd” oznacza czciciela Boga. Jezydzi nazywają siebie także Daasin (lm. Dawaaseen) od nestoriańskiej diecezji, jako że wielu z nich wyznawało w przeszłości nestorianizm. Jezydzi wierzą w istotę boską o imieniu Shaytan, Xweda, Izad, Yazdan lub Khoda, która wykazuje podobieństwo do zaratusztrianistycznego Ormuzda. Według tych wierzeń Bóg stworzył świat, ale jego dalsze losy powierzył siedmiu aniołom. Anioły miały za zadanie dokończyć tworzenie świata, jednak popełnione przez nie błędy skutkowały powstaniem zła. Anioł Melek Taus (anioł paw) zbuntował się przeciw woli Boga, ponieważ nie chciał pokłonić się przed człowiekiem i służyć mu. Za swe czyny został strącony do piekła, ale żałował za swoje grzechy i swymi łzami ugasił ogień piekielny, w wyniku czego piekło przestało istnieć. Bóg wybaczył mu winy i powierzył władzę nad światem, w związku z czym wyznawcy jezydyzmu modlą się do niego, a nie do Boga. Uważają, że Bóg nie interesuje się światem ani nie zajmuje się nim osobiście oraz że jest zbyt doskonały, by ludzie mogli modlić się bezpośrednio do niego. Bóg potrzebuje jednak pomocy ludzi w walce ze złem, po zakończeniu której los świata zostanie ostatecznie ukształtowany. Z tego powodu jezydzi dążą do doskonałości, wyrzekając się przemocy.
Świątynia w Lalisz jest co roku wynajmowana innej rodzinie, która odpowiada przez ten czas za jej utrzymanie w dobrym stanie, a w zamian wszelkie nadwyżki od datków pielgrzymów stają się jej zyskiem.
Jezydzi wierzą, że wywodzą się od najstarszego potomka Adama, a cała reszta ludzkości od jego młodszych potomków. Z tego powodu jezydzi uważają, że są narodem wybranym przez Boga. Wyznawcy jezydyzmu praktykują modlitwę pięć razy dziennie z twarzą skierowaną w stronę słońca, oddawanie czci świętym drzewom, składanie byków w ofierze, obrzezanie, chrzest. Wierzą w wędrówkę duszy (reinkarnację) do kolejnych cielesnych postaci oraz w to, że dzięki ciągłemu odradzaniu możliwe jest stopniowe oczyszczanie, przez co piekło jest zbędne. Wiernym zakazane jest jedzenie niektórych potraw (sałaty, dyni, mięsa gazeli) i noszenie ubrań w kolorze granatowym, a kobietom dodatkowo ścinanie włosów. Zakaz jedzenia sałaty wynika prawdopodobnie z podobieństwa jej nazwy do imienia jednego z aniołów. Uznają Abrahama i Mahometa za proroków, natomiast Jezusa za anioła pod postacią człowieka. W dniach od 15 do 20 września odbywają coroczną pielgrzymkę do grobowca szajcha Adiego w Lalisz, gdzie odbywają rytualne ablucje w rzece. Czcią otaczają Biblię i Koran, a także planety, w tym Ziemię, którą szanują do tego stopnia, że surowo zakazują plucia, aby jej nie zbezcześcić.

### System kastowy
Społeczeństwo jezydzkie dzieli się na trzy kasty: szajchów, pirsów (kapłanów) i mridów. System kastowy nie pokrywa się w jezydyzmie z podziałem ról społeczno-ekonomicznych; z przynależności do określonej kasty wynika obowiązek odprawiania odmiennych rytuałów religijnych.
Każda rodzina jest przypisana do określonej kasty. Wszystkie rodziny mrid mają przypisane również po jednej rodzinie z kasty szajchów oraz pirsów. Każda rodzina pirs ma przypisaną odpowiednio rodzinę szajch oraz kilka rodzin mrid. Każda z kast dzieli się na podkasty.
Jezydzi mogą żenić się tylko z członkiniami własnej kasty, a jezydki wychodzić za mąż tylko za członków własnej kasty. Ponadto zakazane jest zawieranie małżeństw w miesiącu nisan (kwietniu), będącym dla jezydów pierwszym miesiącem roku, podczas którego obchodzone jest święto Czerwonej Środy i Nowego Roku. Karą za złamanie tej zasady jest wykluczenie ze społeczności; zdarza się także zabicie apostaty. Jezydyzm co do zasady nie dopuszcza wielożeństwa, jednak wyjątkiem są przedstawiciele kasty szajchów.

## Liczebność

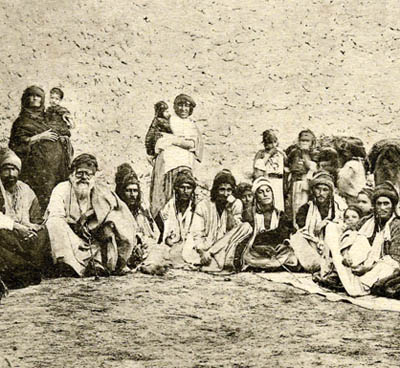
Jezydzi w górach Sindżar, na pograniczu współczesnego Iraku i Syrii (około 1920)

Jezydzi, podobnie jak alawici, niechętnie mówią o swoich wierzeniach i wciąż wiadomo o nich niewiele. Obecnie na świecie żyje od 300 do 600 tysięcy wyznawców – ich liczba jest trudna do oszacowania ze względu na brak statystyk (dane z 2008, dotyczące niektórych diaspor mówiły o 20 tys. w Niemczech, 10 tys. w pozostałych krajach Europy i Stanach Zjednoczonych, 50 tys. w Gruzji i Armenii – zwłaszcza dwie pierwsze liczby są zapewne znacznie większe), a według własnych danych ponad trzy miliony, z czego 2 400 000 w Iraku, Iranie, Syrii i na Zakaukaziu, a ponad milion na emigracji. W Niemczech żyje 100 000 jezydów, największa wspólnota znajduje się w Celle. Rozbieżność może wynikać ze stosowania przez wiernych szyickiej zasady takijja, która pozwala ukrywać wiarę w obawie przed prześladowaniami.
Jezydzi zwykle uważają się za naród odrębny od Kurdów. W byłych republikach sowieckich (Gruzji, Armenii) jezydyzm pełni jednak funkcję wyróżnika mniejszości narodowej. Jezydzi posługują się tam językami lokalnymi, lecz zachowali też znajomość dialektu kurmandżi języka kurdyjskiego, zaliczanego do grupy północno-zachodnich języków irańskich.

## Krytyka i prześladowania
Wrogowie jezydyzmu uważają czczonego przez jezydów Malak-Tausa za diabła, ponieważ jedno z jego imion (Shaytan) jest podobne do arabskiego słowa „szaitan”, oznaczającego diabła. Grobowce jezydzkich przywódców często nazywane są przez muzułmanów Beit Shaytan, czyli „Dom Szatana”. Religioznawcy i jezydyści twierdzą jednak, że kult Malak-Tausa nie posiada cech kultu diabła, rozumianego na sposób judeo-chrześcijańsko-islamski.
Według wyliczeń samych wyznawców jezydyzmu, społeczność była wielokrotnie prześladowana, a dotknęły ją do 2013 roku 72 masakry. Eksterminację jezydów potwierdzają specjaliści od spraw bliskowschodnich.
15 sierpnia 2007 w irackiej miejscowości Al-Kahtanijja, zamieszkanej przez wyznawców jezydyzmu, miały miejsce cztery samobójcze ataki terrorystyczne. Zginęło niemal 800 mieszkańców, a ponad 1500 zostało rannych. Był to najbardziej krwawy zamach terrorystyczny podczas interwencji państw zachodnich w Iraku, a także zamach z największą liczbą ofiar po atakach z 11 września 2001 na World Trade Center.
Po zajęciu Sindżaru 3 sierpnia 2014 roku sunniccy ekstremiści z Państwa Islamskiego zamordowali ponad 10 000 jezydów i pod groźbą śmierci zażądali od pozostałych jezydów przejścia na islam. W efekcie ludność jezydzka uciekła w góry. Po kilku dniach lotnictwo USA zrzuciło w górach zasobniki z pomocą humanitarną, a 10 sierpnia siły kurdyjskie utworzyły pod osłoną zachodniego lotnictwa korytarz, którym 20 000 uchodźców przeprowadzono na kurdyjskie tereny w Syrii i Iraku, a znaczna część dotarła do Turcji. Ludność jezydzka w Turcji była poddawana dyskryminacji i prześladowaniom ze względu na wyznawaną religię, których celem było zmuszenie ich do powrotu do Iraku, gdzie pomimo pokonania zorganizowanych struktur Państwa Islamskiego pozostało wielu zwolenników tej organizacji.

## Polskie przekłady świętych ksiąg jezydów
- Czarna Księga oraz inne teksty sakralne jezydów, przeł. Grzegorz Ciecieląg i Andrzej Sarwa, Sandomierz 2010, Wydawnictwo Armoryka, ISBN 978-83-62661-05-3 – pierwszy polski przekład tekstów jezydzkich (nie dokonany jednak z oryginału), publikacja zawiera m.in. Księgę Objawienia i Czarną Księgę.
- Tekst źródłowy dwóch jezydzkich hymnów religijnych (kełli)[22] wraz z ich przekładem został opublikowany przez Artura Rodziewicza: Jezydzkie hymny kosmogoniczne: "Hymn o Nieszczęsnym Rozbitku" (Qewlê Zebûnî Meksûr) i "Hymn o Be i A" ( Qewlê Bê û Elîf), „Przegląd Orientalistyczny" 1-2 (2018), s. 207-222.

## Jezydyzm w literaturze
- Wątek Jezydów przejawia się w książce Agaty Christie Opowiedzcie, jak tam żyjecie[23]
- Wątek jezydów pojawia się w książce Marka Krajewskiego Śmierć w Breslau.
- Jezydzi występują w powieściach Przez pustynię i Przez dziki Kurdystan Karola Maya.
- Jezydzi są przedstawieni jako „wyznawcy kultu Szatana” w opowiadaniu Howarda Phillipsa Lovecrafta Koszmar w Red Hook.
- Motyw jezydów jako „wyznawców szatana” (Malak-Tausa) występuje także w opowiadaniu Roberta E. Howarda Nie kop mi grobu.
- O jezydach wspomina Gurdżijew w książce Spotkania z niezwykłymi ludźmi.
- Wątek jezydów pojawia się w powieści Pauliny Simons Ogród letni.
- W Biblii Szatana Antona Szandora LaVeya są przedstawieni jako sekta wyznawców Diabła, którzy przed śmiercią przyjmują Ostatnie namaszczenie, aby Bóg wybaczył im życie w grzechu.
- W opowiadaniu Ślad oliwy na piasku Andrzeja Pilipiuka występuje wątek jezydów, a elementy religii jezydzkiej ściśle się łączą z głównym wątkiem fabuły.
- Motyw jezydów pojawia się w książce Toma Knoxa Sekret Genesis.
- Wspominani są także w książce Łukasza Orbitowskiego i Jarosława Urbaniuka Pies i klecha: Przeciwko wszystkim.
- O jezydach pisze Maria Giedz w swojej książce Kurdystan – bez miejsca na mapie.
- Wątek o jezydach pojawia się w książce Kraj pod tęczą Haralda Schweigera
- Informacja o jezydach znajduje się w książce Zielone migdały, czyli po co światu Kurdowie Pawła Smoleńskiego
- Historię społeczności jezydów z Kocho w Iraku opisuje Nadia Murad w biograficznej książce The Last Girl: My Story of Captivity, and My Fight Against the Islamic State. napisanej wspólnie z Jenną Krajeski.